# Dolomedes signatus
Dolomedes signatus är en spindelart som beskrevs av Charles Athanase Walckenaer 1837. Dolomedes signatus ingår i släktet Dolomedes och familjen vårdnätsspindlar. Inga underarter finns listade i Catalogue of Life.